# Джорхат (округ)

Округа Ассама (19 — Джорхат)

Джорхат (ассам. যোৰহাট জিলা; англ. Jorhat) — округ в индийском штате Ассам. Административный центр — город Джорхат. Площадь округа — 2851 км². По данным всеиндийской переписи 2001 года население округа составляло 999 221 человек. Уровень грамотности взрослого населения составлял 76,3 %, что выше среднеиндийского уровня (59,5 %). Доля городского населения составляла 17,1 %. На территории округа расположен крупнейший речной остров в мире — Маджули. С 2016 года Маджули образует отдельный округ.